# San Marcos (El Salvador)
San Marcos é um município localizado no departamento de San Salvador, em El Salvador.